# 퓰리처상 국내 보도 부문
퓰리처상 국내 보도 부문(Pulitzer Prize for National Reporting)은 미국의 시상식인 퓰리처상의 14개 저널리즘 분야 중의 하나이다.

## 수상 내역
- 1990년 시애틀 타임스
- 1991년 가넷뉴스서비스: 아동학대 관련 사망에 대한 심사관의 오류
- 1992년 캔자스시티 스타: 미국 농무부
- 1993년 워싱턴 포스트
- 1994년 Albuquerque Tribune
- 1995년 월 스트리트 저널
- 1996년 월 스트리트 저널
- 1997년 월 스트리트 저널
- 1998년 데이튼데일리뉴스
- 1999년 뉴욕 타임스
- 2000년 월 스트리트 저널
- 2001년 뉴욕 타임스
- 2002년 워싱턴 포스트
- 2003년 LA 타임스
- 2004년 LA 타임스
- 2005년 뉴욕 타임스
- 2006년 뉴욕 타임스 라이즌 기자: 부시 행정부의 전화 도청 사실, 샌디에이고 유니온 트리뷴& 코플리뉴스서비스
- 2007년 보스턴 글로브
- 2008년 워싱턴 포스트
- 2009년 피츠버그 타임스
- 2010년 뉴욕 타임스
- 2011년 Jesse Eisinger and Jake Bernstein of ProPublica
- 2012년 허핑턴포스트
- 2013년 브루클린 인사이드클리메이트뉴스
- 2014년 콜로라도 가제트
- 2015년 워싱턴 포스트의 캐럴 러닝